# Mariette Laenen
Mariette 'Prutske' Laenen (Hulshout, 1 maart 1950) is een voormalig Belgische renster die actief was tussen 1966 en 1977. Ze werd drie keer Belgisch kampioen wielrennen bij de dames elite in 1971, 1972 en 1975.

## Jeugd
Mariette Laenen komt uit een gezin met vijftien kinderen waarin ze veel vrijheid krijgt. Ze houdt dan ook van sport waar ze veel aanleg voor heeft. Ze loopt, voetbalt, speelt tennis, maar kiest uiteindelijk voor wielrennen. Mede geïnspireerd door Rik Van Looy en na een bezoek aan Yvonne Reynders begint ze op zestienjarige leeftijd met wielrennen. Op school wordt het haar echter afgeraden, maar haar ouders geven haar de vrijheid om toch aan wielrennen te beginnen.

## Carrière
Laenen combineert het wielrennen haar hele carrière met een job. Na het verlaten van de middelbare school in 1966 tot en met september 1972 werkt ze in de fabriek, en vanaf oktober 1972 tot aan het einde van haar carrière combineert ze het fietsen met een job als postbode. 

### Eerste periode (1966-september 1972)
Op zestienjarige leeftijd rijdt ze haar eerste wedstrijd op de Antwerpse Vogelmarkt op een te grote fiets die bij haar thuis stond. Een jaar later komt haar potentieel al bovendrijven door nu -weliswaar op een betere fiets – tweede te worden in diezelfde wedstrijd. Maar het is vooral de sprintwinst voor de tweede plaats tegen Nicole Van den Broeck in een wedstrijd in Aalst dat dit potentieel onderstreept.
In 1968 behaalt Laenen haar eerste zege, maar haar doorbraakjaar beleeft ze in 1971. Tijdens de Driedaagse van Zweden wint ze de tijdrit, een bergrit en het eindklassement. Hetzelfde jaar wint ze ook de eerste van haar drie Belgische titels op de weg.
Op haar negentiende sluit ze zich voor een meerdaagse Franse wielerwedstrijd in Frankrijk tijdelijk aan bij de Flandria-ploeg  van Briek Schotte. Haar deelname werd geregeld door Nicole Van den Broeck. Deze wedstrijd omschrijft ze zelf als een “mini Tour de France”. De rest van haar carrière bleef ze een eenvrouwsploeg.

### Tweede periode (oktober 1972-1977)
Vanaf oktober 1972 gaat ze aan de slag als postbode, wat haar de bijnaam ‘fietsende facteur’ heeft opgeleverd. Door het betere loon en de winstpremies die ze op haar spaarrekening zet, staat ze er financieel beter voor.
Mariette Laenen blijft alleen rijden, maar krijgt af en toe hulp van externe personen. Streekgenoot Ernest Sterckx steunt haar bijvoorbeeld door eens twee reservetubes te geven of de lokale wielerwedstrijden te bekijken.

### Rivaliteit tussen Mariette Laenen en Nicole Van den Broeck
In 1974 heerst er een vermeende rivaliteit tussen Mariette Laenen en Nicole Van den Broeck. Op het wereldkampioenschap in Montreal zit de verstandhouding tussen hen schijnbaar niet goed: Terwijl Laenen mee op kop rijdt in de kopgroep, moet Van den Broeck lossen.  Een week later wint Van den Broeck het Belgisch kampioenschap in Aye na een wegvergissing van de rest van de kopgroep met onder andere Laenen.  Deze geruchten werden door hen tegengesproken een week na het Belgisch kampioenschap.  Toch zegt Mariette Laenen achteraf dat ze toch blij was met de berichtgeving over haar in de pers na het wereldkampioenschap in 1974.

### Deelname aan kampioenschappen

#### Belgisch kampioenschap
In haar carrière behaalt Mariette Laenen goede resultaten op het Belgisch kampioenschap wielrennen, zo behaalde drie gouden en twee zilveren medailles. In 1971 te Duffel, in 1972 te Jambes en in 1975 te Aspelare werd ze Belgisch kampioen.
In 1974 werd ze tweede na Nicole Van den Broeck die solo over de meet kwam nadat Laenen en de rest van de kopgroep een verkeerde bocht nam op het parcours.

#### Wereldkampioenschap
Haar deelnames aan het Wereldkampioenschap wielrennen voor vrouwen kan Mariette Laenen niet verzilveren ondanks een goede conditie in die periode. De hoogste notering behaalt ze tijdens de Wereldkampioenschappen in 1974 te Montreal. Ze eindigt daar uiteindelijk vierde in de sprint.
In 1976 en 1977 nam ze niet deel aan het Wereldkampioenschap. In 1976 werd ze na ziekte vijfde in een selectiewedstrijd waarbij enkel de eerste vier geselecteerd werden. In 1977 stuurde de Belgische wielerbond geen vrouwelijk team naar San Cristóbal in Venezuela omdat het te ver reizen was.
1. 1971 – 6de  in Mendrisio
2. 1972 – Niet gefinisht na een val tijdens het Wereldkampioenschap in Gap
3. 1973 – 7de  in Barcelona
4. 1974 – 4de in Montreal
5. 1975 – 20ste in Mettet

### Einde carrière
In 1977 moet ze haar carrière stopzetten na een accident tijdens haar training. Ze wordt aangereden door een bromfiets, waarna ze zwaar ten val komt. Van deze valpartij draagt ze tot op vandaag de gevolgen.In 1982 maakt ze eenmalige comeback om haar overleden neef Ludo Laenen te eren. Nadat ze een wedstrijd gewonnen heeft en de zegebloemen ontvangen heeft ter ere van hem stopt ze definitief met professioneel wielrennen.

## Uitslagen
1966
- 2de op het Belgisch Kampioenschap wielrennen op de weg voor dames junioren
- 2de in Athis
- 3e in Léglise

1967
- 2de op het Belgisch Kampioenschap op de weg voor dames junioren

1968
- 1ste op het Belgisch Kampioenschap op de weg voor dames junioren

1969
- 1ste in Yerseke

1970
- 1ste in Aalst

1971
- 1ste in Hoek
- 1ste in Bauduor
- 1ste in Marchienne-au-Pont
- 1ste in Ohain
- 1ste op het Belgisch Kampioenschap voor dames elite
- 1ste in Doornik
- 1ste in Tongrinne
- 1ste in Westerlo

1972
- 1ste in Mijdrecht
- 1ste in Begijnendijk
- 1ste in Dampremy
- 1ste in Aalst
- 1ste in Rotselaar
- 1ste in Flémalle-Grande
- 1ste in Brugge
- 1ste op het Belgisch Kampioenschap wielrennen op de weg voor Dames Elite
- 1ste in Doornik
- 1ste in Hooglede
- 1ste in Jodoigne
- 1ste in Westerlo

1973
- 1ste in Dirksland
- 1ste in Baodour
- 1ste in Hooglede
- 1ste in Hennuyères
- 1ste in De Pinte
- 1ste in Schelle
- 1ste in Begijnendijk
- 1ste in Strijpen
- 1ste in Gent
- 1ste in Herstal
- 1ste in Mévergnies
- 1ste in Ninove
- 1ste in Asse

1974
- 1ste in Gijzegem
- 1ste in Sliedrecht
- 1ste in Hoboken
- 1ste in Baudour
- 1ste in Buggenhout
- 1ste in Hennuyères
- 1ste in Zwijnaarde
- 1ste in Sint-Eloois-Vijve
- 2de op het Belgisch Kampioenschap op de weg voor Dames Elite

1975
- 1ste in Hasselt
- 1ste in Seraing
- 1ste in Sint-Eloois-Vijve
- 1ste in Stavelot
- 1ste in Charleroi
- 1ste in Schelle
- 1ste in Kuringen
- 1ste in Hamme
- 1ste op het Belgisch Kampioenschap op de weg voor Dames Elite
- 1ste in Drongen
- 1ste in Mariekerke
- 1ste in Onze-Lieve-Vrouw-Olen

1976
- 1ste in Begijnendijk
- 1ste in Ukkel

1977
- 1ste in Hamont-Achel
- 2de op het Belgisch Kampioenschap op de weg voor Dames Elite